# Tukums
Tukums (alemán: Tuckum; livonio: Tukāmō) es una villa letona, capital del municipio homónimo.
A 1 de enero de 2016 tiene 18 923 habitantes. Su población se compone en un 83% por letones y en un 9% por rusos.
Es villa desde 1795.
Se ubica unos 20 km al oeste de Jūrmala.